# 卢卡·巴多尔
卢卡·巴多埃尔（義大利語：Luca Badoer，1971年1月25日—）是一名意大利赛车手，曾为法拉利车队试车手。

## 1993~1999年
1993年巴多埃尔进入F1，为Scuderia Italia车队效力，参加了全部16场比赛中的前14场，最好成绩仅仅是分站赛第七名，没有积分。
1995年加盟米纳尔迪车队，没有积分。
1996年为Forti Grand Prix效力，只参加了前10站比赛，没有积分。
1997年加入法拉利车队当长期试车手。
1999年被法拉利车队派去替米纳尔迪车队出賽，参加了16站比赛中的15场，没有积分。其中歐洲站上，巴多爾曾把這全場最慢的車開進第四，只不過其賽車在最後階段出現機械故障，只好退賽。

## 转投法拉利
1999年赛季结束后巴多埃尔回歸法拉利车队当试车手，长期没有获得参加正式比赛的机会。
2009年法拉利车队的菲利佩·马萨在匈牙利站上发生严重事故受伤。原本七届世界冠军迈克尔·舒马赫将代替马萨参战，但舒马赫也受到颈伤困扰，最终车队选用巴多埃尔来参加后续比赛。
在巴伦西亚街道赛道举办的2009年欧洲大奖赛中，巴多尔表现糟糕，排位赛首节即告出局并位列最后一位，正赛中更因在出维修站时被菜鸟新手格罗斯让轻松超越，并导致自身操控失误压倒白线尔受罚通过维修站。全程关注其表现的迈克尔·舒马赫只能仰天而望落寞转身。最终在正赛里位列17，仅排在爆胎的日本车手中岛一贵之前；
巴多埃尔的惡梦在其号称“了如指掌”的比利时斯帕赛道还在延续，排位赛中超越前车时操控失误冲出赛道，导致赛车后悬挂损毁，毫无悬念的静陪末座。正赛中驾驶法拉利的二号赛车的基米·莱科宁勇夺冠军，巴多埃尔驾驶的法拉利一号赛车也不甘示弱的拿了一个第一，只不过他的是倒数的。巴多埃尔的成绩创造了近几年来法拉利的奇觀，相信蒙特泽莫罗不会让这位表现如此糟糕的车手在法拉利的主场再创羞辱的记录。
2009年詹卡洛·费斯切拉將取代卢卡·巴多埃尔替法拉利车队出賽2009年剩餘的賽事。
2010年10月20日卢卡·巴多埃尔宣布退休。